# Генчо Стайнов
Генчо Стайнов е български електроинженер, предприемач, художник и общественик.

## Биография
Роден е през 15 януари 1884 г. в Казанлък. Завършва Търговската гимназия в Свищов и електроинженерство в Лозана. Участва в обсадата на Одрин по време на Балканските войни като ротен командир в 30-ти пехотен Шейновски полк и прави снимки от Одринския фронт. Изпраща няколко фотографии на парижкото издание „Илюстрасион“, където са публикувани 10 снимки от околностите на Одрин по време на обсадата на крепостта.
Проектира и ръководи построяването на ВЕЦ „Енина“, електрифицира Казанлък, разширява текстилната фабрика „Братя Стайнови“, създава метод за стрелба по самолети, който е патентован в САЩ, и апарати за метеоизследвания, проучва валежите в България. Автор е на първия идеен проект за язовир „Копринка“. Член е на Ротари клуб в София и приятел с Дечко Узунов, Сирак Скитник, Чудомир и др. През 1938 г. Дечко Узунов оформя павилиона на фирма му на Пловдивския панаир. Умира през 1966 г. в София.
Рисува графика, акварел, пейзажи, приложно изкуство, реалистична живопис. През 1920-те години се увлича по модернизма.
През 1964 г. част от писмата му са издадени от Държавно военно издателство в книга със заглавие „Писма от Одрин“, с илюстрации от негови снимки, която е президадена през 2009 г.

## Памет
На Генчо Стайнов е наречена улица в квартал „Люлин“ в София (Карта).